# André Deed
André Deed (Le Havre, Seine-Maritime, 22 de febrero de 1879 - París, 4 de octubre de 1940), actor cómico francés de la época del cine mudo y primeros años del sonoro.

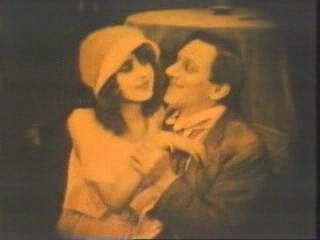
André Deed en "L'Uomo Meccanico" (1921)

Su nombre de nacimiento era Henri André Augustin Chapais. Comenzó su carrera en los primeros años del siglo XX como acróbata y cantante. Hacia 1901 se vinculó al director Georges Méliès, con quien ingresó a trabajar en el cine. Años después protagonizaría una serie de comedias cortas en las que encarnó a Boireau, un personaje que propiciaba la destrucción y el caos por doquier.
Sus películas fueron difundidas poco después en otros países, siendo conocido en España como Toribio o Toribio Sánchez, en Portugal como Turíbio, en Alemania como Müller, en Hungría como Lehmann, en Rusia como Glupyuskin, en Italia como Cretinetti y en el mundo anglófono como Foolshead.
En 1911 comenzó a dirigir sus propias películas, llegando, en la década siguiente, a protagonizar algunas comedias y aventuras. Su mayor popularidad, sin embargo, corresponde al período anterior a la Primera Guerra Mundial. Su comicidad es primitiva, como corresponde a la mayoría de los comediantes franceses del período. André Deed encarnó a un personaje dirigido siempre hacia la destrucción y el desastre, por lo menos hasta 1916, en que fue llamado a filas por el ejército francés, en ocasión de la Primera Guerra Mundial.
Este cómico, contemporáneo de su compatriota Max Linder, fue completamente olvidado por las generaciones posteriores, no figurando siquiera su nombre en la literatura especializada. Una de las pocas películas suyas que aún puede verse en algún cineclub, aunque raramente, es L' Uomo meccanico, de 1921.
Muy poco después de esta película caerá en el olvido, para terminar, en sus últimos años, como sereno de los estudios Pathé.

## Filmografía de André Deed
- 1901 : Dislocation extraordinaire
- 1901 : Les Échappés de Charenton
- 1903 : Le Chaudron infernal
- 1903 : Le Royaume des fées
- 1903 : Les Aventures de Robinson Crusoé : Viernes
- 1904 : Le Barbier de Séville
- 1904 : Le Squelette merveilleux
- 1904 : Sorcellerie culinaire
- 1906 : Boireau déménage : Boireau
- 1906 : Course à la perruque : un granuja
- 1906 : Le Fils du diable
- 1906 : Les Débuts d’un chauffeur
- 1907 : Boireau lutteur : Boireau
- 1907 : Les Apprentissages de Boireau : Boireau
- 1907 : Les Débuts d’un canotier
- 1907 : Not fanfare concourt
- 1907 : Trois sous de poireaux : Boireau
- 1908 : Apaches mal avisés : Paddy, el acróbata
- 1908 : Boireau a mangé de l’ail : Boireau
- 1908 : Boireau fait la noce : Boireau
- 1908 : L’apprenti architecte
- 1908 : L’Homme aux trente-six chutes
- 1908 : L’Homme-singe : Boireau
- 1908 : Le Bon gendarme : el malandrin
- 1908 : Le Chevalier mystère
- 1908 : Le Foulard merveilleux
- 1908 : Le Manuel du parfait gentleman
- 1908 : Le Sculpteur moderne
- 1908 : Les Tribulations du roi Tétaclaque
- 1908 : Mr. et Mme. font du tandem : Madame
- 1908 : Semelles de caoutchouc : Boireau
- 1908 : Un cœur trop inflammable : Boireau
- 1908 : Une douzaine d’œufs frais
- 1912 : Boireau magistrat : Boireau
- 1912 : Boireau, roi de la boxe : Boireau
- 1912 : Escamillo a le ver solitaire : Escamillo
- 1913 : André Deed veut être comique
- 1913 : Boireau empoisonneur : Boireau
- 1913 : Boireau spadassin : Boireau
- 1913 : Boireau bonhomme de pain d'epice : Boireau
- 1913 : Les Incohérences de Boireau : Boireau
- 1921 : L' Uomo meccanico : Saltarello
- 1923 : Le Nègre du rapide Numéro 13 : Oscar Ribouis
- 1923 : Tao
- 1926 : Phi-Phi
- 1928 : Graine au vent
- 1932 : Léon… tout court : el viejo director
- 1932 : Monsieur de Pourceaugnac
- 1936 : Cœur de gosse
- 1936 : La Rose effeuillée

- Datos: Q518273
- Multimedia: André Deed / Q518273